# Schienenverkehr in Botswana

Streckennetz

Der Schienenverkehr in Botswana ist durch seine Ausrichtung auf den Güterverkehr charakterisiert, der fast ausschließlich auf der Nord-Süd-Strecke im Osten des Landes stattfindet. Botswana ist über diese Strecke mit seinen beiden Nachbarländern Südafrika und Simbabwe verbunden. Gefahren wird auf der im südlichen Afrika üblichen Kapspur. Betreiber ist das staatliche Verkehrsunternehmen Botswana Railways.

## Topographie
Botswana ist ein rund 582.000 km² großer Binnenstaat. Nur die Gebiete im Osten des Landes sind stärker besiedelt. Dort wird Bergbau betrieben, etwa die Förderung von Diamanten. Den größten Teil des Landes nehmen die Sandwüste Kalahari, Salzseen, das Okawangodelta, Savanne und Steppe ein. Die Nachbarländer sind Namibia im Westen, Sambia im Norden, Simbabwe im Nordosten und Südafrika im Süden und Osten.

## Geschichte

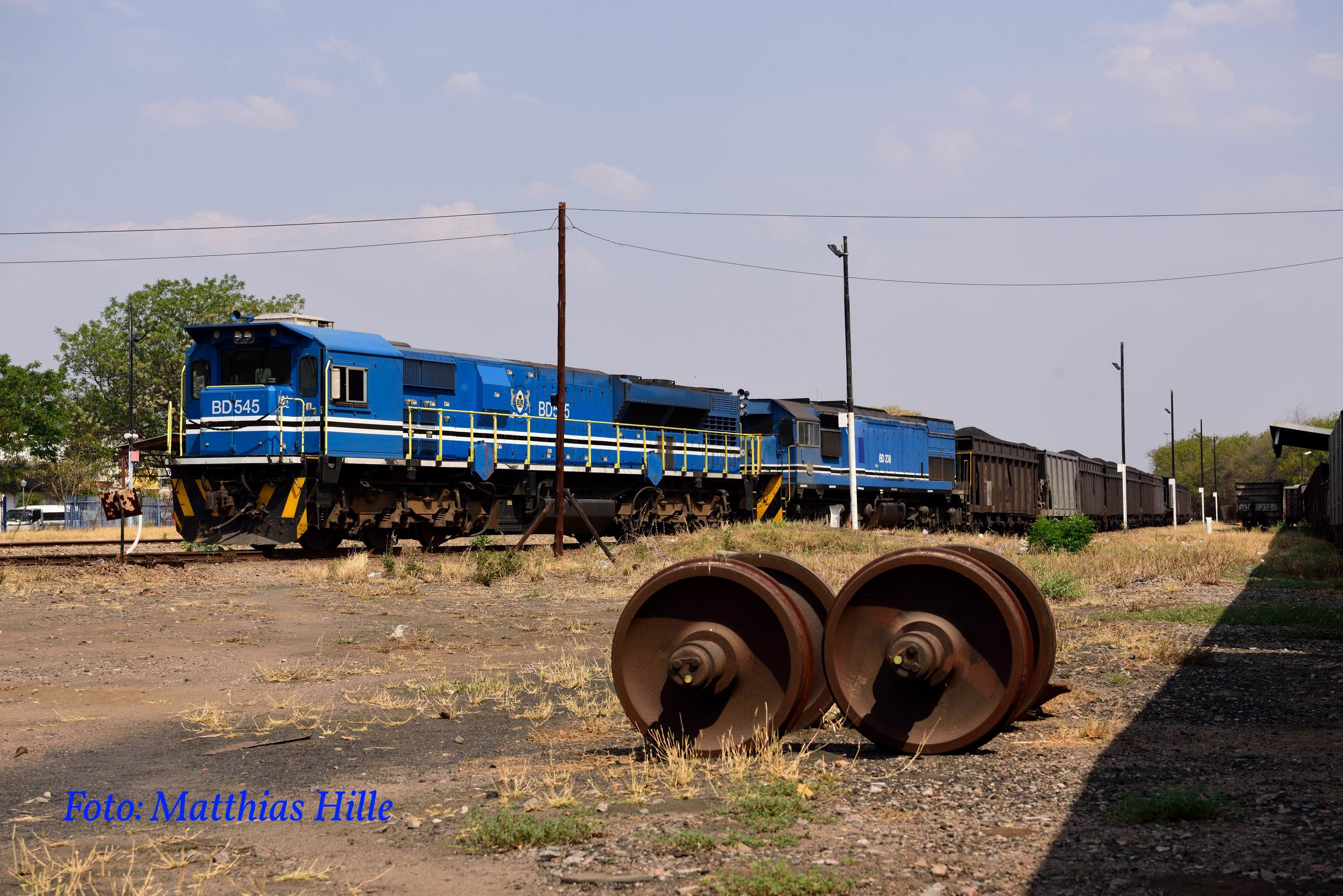
BD 545 + BD 230 im Bahnhof Francistown

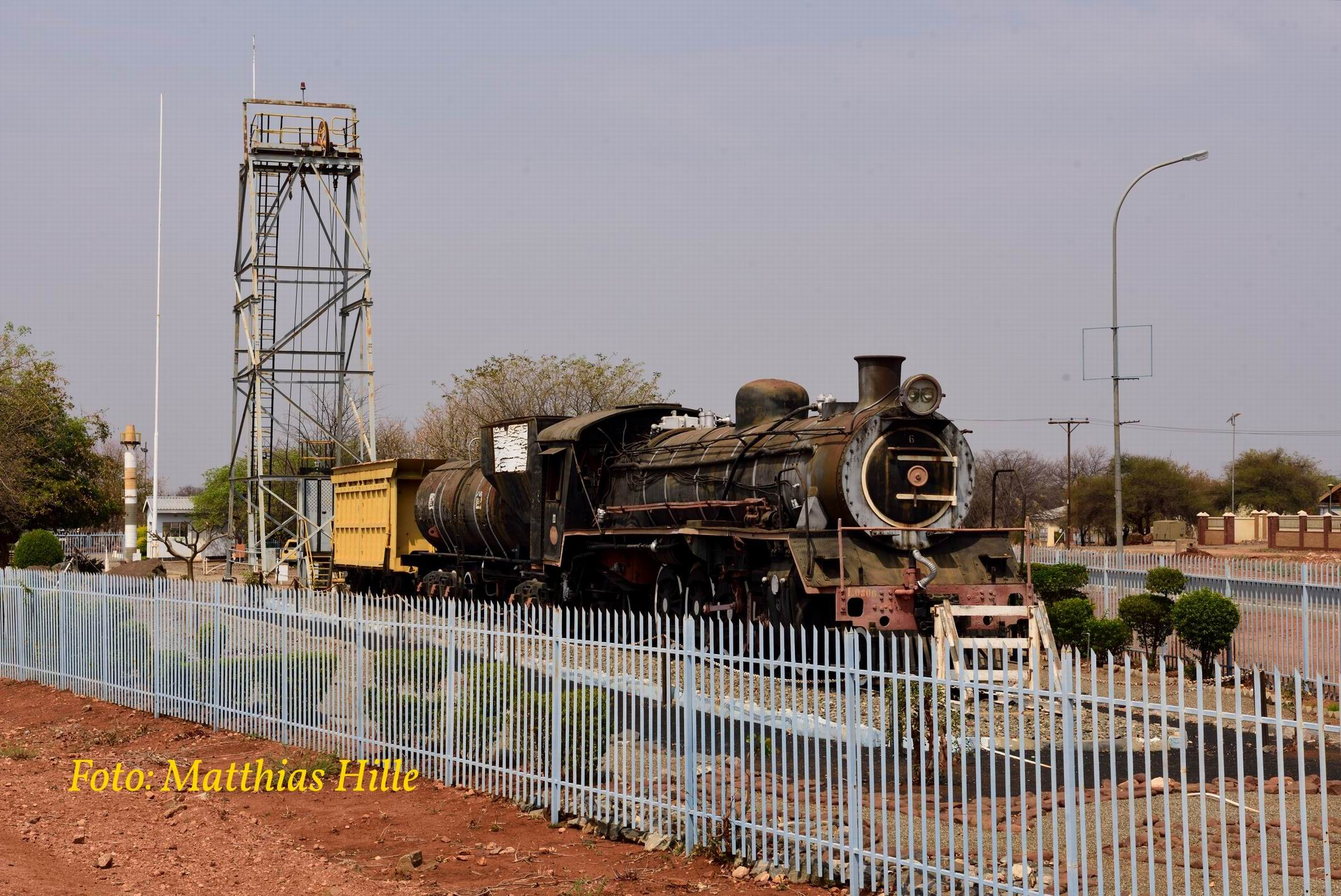
LO 806 (ex SAR 19D 3350) als Denkmal in Selebi Phikwe im September 2024

Die Bahnstrecke von Ramatlabama an der Grenze mit dem heutigen Südafrika bis Ramokgwebana an der Grenze zu Simbabwe wurde auf Veranlassung von Lord Kitchener im Zweiten Burenkrieg um 1900 gebaut. Damals war das heutige Botswana unter dem Namen Betschuanaland ein britisches Protektorat. Die Strecke verbindet die größten Orte des heutigen Botswanas, unter anderem die Hauptstadt Gaborone und die zweitgrößte Stadt Francistown. In Südafrika setzt sich die Strecke fort nach Mahikeng und weiter Richtung Johannesburg, nach Norden gelangt man nach Bulawayo. Neben der rund 640 Kilometer langen Hauptstrecke wurden Zweigstrecken von Francistown zu den Salinenanlagen der Sodagewinnung von Sowa und am Abzweig Serule von der Hauptstrecke in östliche Richtung zu den Nickel- und Kupfergruben von Selebi-Phikwe errichtet.
In Selebi Phikwe begann man ab 1970 mit der Errichtung von Anlagen zur Förderung von Kupfer- und Nickelerz. Auf dem Minengelände wurden Gleise zu den einzelnen Förderstellen verlegt und auch Anlagen zur Wartung der Lokomotiven errichtet. Vor den Wagenzügen im Minengelände als auch auf der Stichstrecke zum Übergabebahnhof der Staatsbahn in Serule kamen ausschließlich gebrauchte erworbene Dampflokomotiven aus Simbabwe und Südafrika zum Einsatz. Im Oktober 2016 kam das überraschende Aus für die Mine. Als offizieller Grund wurde der Ausfall einer externen Verarbeitungsanlage genannt.
Seit der Unabhängigkeit Botswanas 1966 gehörten die Bahnanlagen und Fahrzeuge den Rhodesian Railways, nach ihrer Umbenennung National Railways of Zimbabwe (NRZ). 1987 wurde die Gesellschaft Botswana Railways gegründet, die die in Botswana liegenden Strecken und Fahrzeuge von der NRZ übernahm. Personenverkehr fand bis zu einer mehrjährigen Unterbrechung ab 2009 auf der Strecke Francistown–Lobatse statt. Ein Nachtzugpaar verkehrte täglich auf der Strecke. Zugloks waren dieselelektrische Lokomotiven der Typen UM 22C, GT22LC-2 und U15C von General Electric, die zwischen 1982 und 1990 gebaut worden waren. 1993 wurden vollklimatisierte Personenwagen angeschafft. Bis 1999 verkehrte außerdem ein wöchentlicher Personenzug von Bulawayo durch Botswana nach Johannesburg. Im selben Jahr wurden die Personenzüge mit dem Fahrtweg Bulawayo–Mafikeng auf die Strecke Francistown–Lobatse innerhalb des Landes gekürzt.
Nach der Eröffnung der privat betriebenen Bahnstrecke Beitbridge–Bulawayo 1999 in Simbabwe, die einen direkten Transport von Südafrika nach Simbabwe ermöglicht, sank die Tonnage der im Transitverkehr durch Botswana transportierten Güter erheblich. Ab 2006 fuhren wieder Personenzüge von Bulawayo über Francistown und Gaborone nach Lobatse. Zum 1. April 2009 wurde der Personenverkehr in Botswana aus wirtschaftlichen Gründen eingestellt. Darüber hinaus waren die klimatisierten Personenwagen nie gewartet worden, so dass eine Weiterverwendung zu gefährlich erschien. 2013 verkehrte lediglich an zwei Wochentagen ein Personenzugpaar von Simbabwe nach Francistown.
Im Jahr 2016 wurde der Reiseverkehr mit aufgearbeiteten Reisezugwagen von Transnet Engineering aus Pretoria, Südafrika erneut aufgenommen. Aufgrund der Corona-Pandemie wurde der gesamte Reisezugverkehr im Jahr 2020 wieder eingestellt. Auch vier Jahre danach gibt es im Jahr 2024 noch immer keine Reisezüge in Botswana.

## Gegenwart
Auf den Schienen Botswanas wird vor allem Güterverkehr betrieben. Dabei werden Massengüter wie Kohle, Kupfer, Nickel, Soda, Salz und Fleisch zu südafrikanischen Häfen gefahren und Zement, Weizen und Treibstoff aus Südafrika importiert.
2016 wurden aufgearbeitete Personenwagen von Transnet Engineering im südafrikanischen Pretoria beschafft. Sie stellen seit März 2016 eine tägliche Verbindung zwischen Lobatse und Francistown und zurück her. Gelegentlich verkehren touristische Luxuszüge wie der Pride of Africa.

## Projekte

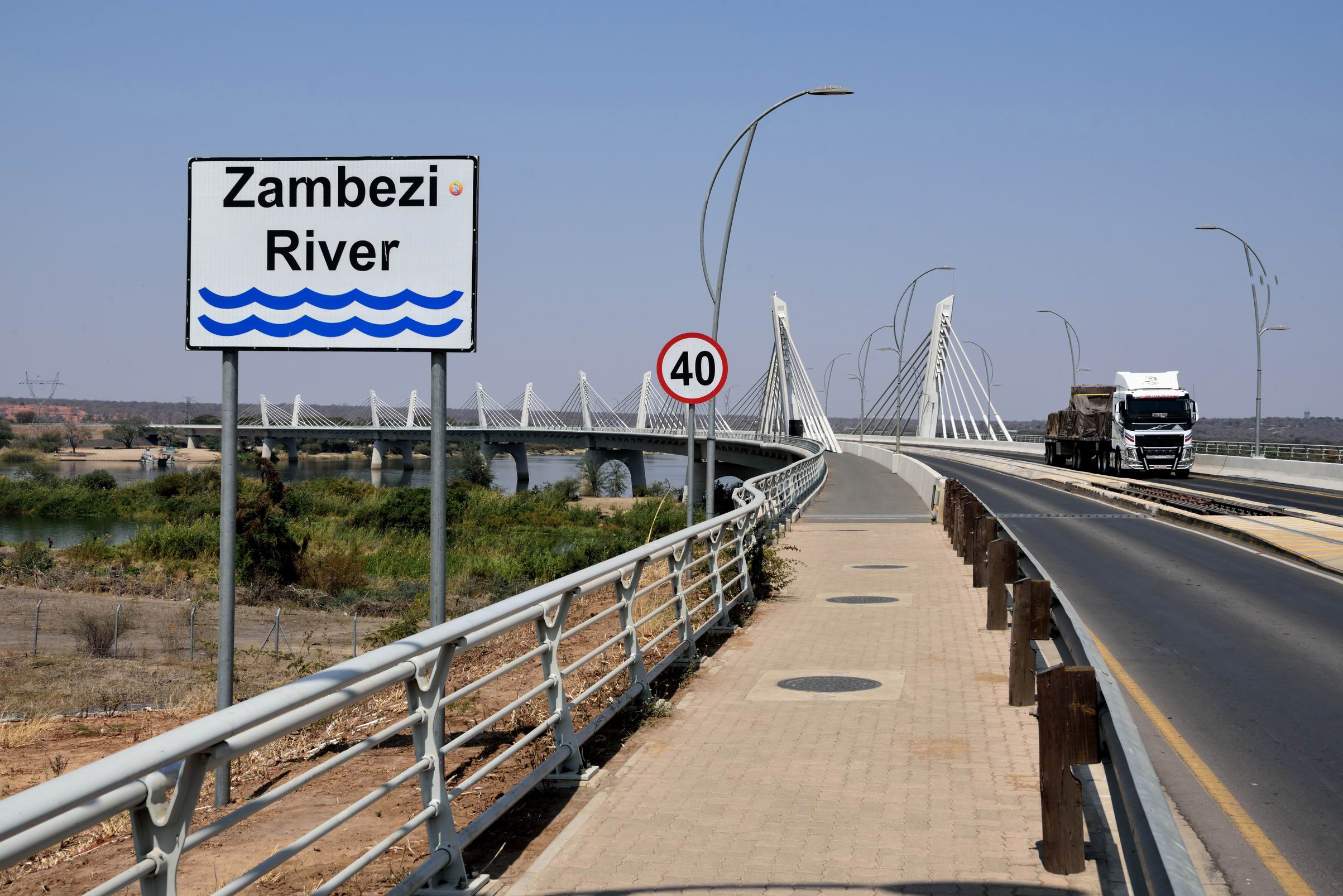
Kazungula-Brücke mit Kapspurgleis in der Fahrbahnmitte

Im Jahre 2014 vereinbarten Botswana und Namibia die Errichtung der Trans-Kalahari Railway, einer Schienenschwertransportstrecke bis zum Hafen Walvis Bay an der Atlantikküste, die vorrangig dem Kohletransport dienen sollte, nach dem 2015 geschlossenen Pariser Klimaschutzabkommen aber neu geplant wird.
2019 wurden Pläne der botswanischen Regierung zur Errichtung einer Schwerlaststrecke für Güterzüge von Mmamabula – 130 Kilometer nordöstlich von Gaborone – nach Lephalale in der südafrikanischen Provinz Limpopo bekannt. Damit soll ebenfalls Steinkohle transportiert werden.
Die von 2014 bis 2020 errichtete Kazungula Bridge nach Sambia enthält ein Eisenbahngleis. Die geplante „Mosetse–Kazungula–Livingstone Railway“, soll 420 Kilometer lang werden und das sambische Netz an dasjenige von Botswana anbinden.
Ebenso könnte das Eisenbahngleis auf der Kazungula Bridge in Zukunft eine Fortsetzung der geplanten rund 770 Kilometer langen Trans-Caprivi Railway vom namibischen Grootfontain über Rundu nach Katima Mulilo sein, um das Eisenbahnnetz Namibias mit dem von Sambia zu verbinden.